# Laurent Konrad
Pour les articles homonymes, voir Konrad.
Laurent Konrad, de son vrai nom Laurent Arricau, est un DJ français né à Versailles (France) en 1977. Il est l'un des membres du groupe Discobitch, et producteur de Ça m'énerve d'Helmut Fritz.

## Biographie

### Jeunesse
Il se passionne dès son plus jeune âge pour la musique. À 15 ans il apprend la guitare, puis la batterie. Dans les années 1990, il découvre la musique électronique et la musique house qui l'entraîne vers la production[réf. souhaitée].

### Carrière
Laurent commence sa carrière de DJ/ producteur en 2003 avec le titre Rock U, mélange de house et de synthétiseur compressés, le titre parviendra à se classer dans le club 40. Ce succès et le soutien des Dj's Robbie Rivera et Benny Benassi l'encourage à produire un deuxième titre qui aura un succès dans les clubs européen, Spread Love. Le titre sera licencié dans 23 pays et playlisté par des Dj's comme Pete Tong, Judge Jules et Joachim Garraud ainsi que par des chaînes musicales comme MTV, VIVA et M6.
Début 2004, Laurent Konrad  devient résident des soirées Loonyland[réf. souhaitée] en Allemagne, et joue aux côtés des DJ's Tocadisco, Tube & Berger et Moguai,[pertinence contestée] et tournera en Europe[réf. souhaitée].
Après quelques remixes (Moby, Junior Jack, Tomcraft[réf. souhaitée], il sort Haunted, qui se classe 5 semaines 1er des clubs allemands.[réf. nécessaire]
En 2005, il crée son label Dust in Music[réf. nécessaire], orienté dans un style électro-house. Il fait alors un remix du titre Young & Beautiful du groupe Young Punx, qui sera élu « Single of the week » par DJ Mag en Angleterre et sera dans le Top 5 des meilleurs titres de l'année 2006 par Fat Boy Slim[réf. nécessaire].
Entre 2006 et 2007, Laurent se consacre à d'autres projets plus électro-pop et produit d'autres artistes[réf. souhaitée], puis signe le titre This Beat Is chez Ministry of Sound. Fin 2007, il produit Give it Up avec Kevin Tandarsen qui sera signé dans une dizaine de pays dont Gusto Rec en Angleterre[réf. souhaitée].
Laurent sort en 2008 le titre Where my love is, coproduit avec Johnny Williams[réf. souhaitée].
Depuis 2013, il utilise le pseudonyme de Watermät, sous lequel il sort en 2014 le titre Bullit qui connait principalement le succès en Belgique.

#### Projet Discobitch
Parallèlement, Laurent s'associe avec Kylian Mash pour le projet Discobitch dont le premier single C'est beau la bourgeoisie a été l'un des tubes de l'été 2008 (le titre connait une forte rotation sur Radio FG, Fun Radio ou encore NRJ).
Le projet Discobitch est né de la réalisation d'un bootleg entre Discotron de Laurent Konrad et le titre Bitch de Kylian Mash.
Fin 2008, le groupe éclate, le site Radio FG annonce en janvier 2009 qu'ils ne semblent plus disposés à travailler ensemble.

#### Projet Helmut Fritz
En 2009, il produit l'artiste Helmut Fritz, dont le premier single Ça m'énerve occupe la première place des ventes singles en France pendant douze semaines et devient le 10e titre le plus vendu en Europe en 2009.

## Discographie

### Productions & Coproductions[1][sourceinsuffisante]
- 2003 - Rock U
- 2003 - Spread Love
- 2004 - Haunted
- 2006 - Discotron
- 2007 - This Beat Is
- 2008 - Where My Love Is
- 2008 - C'est beau la bourgeoisie de Discobitch
- 2009 - Ça m'énerve de Helmut Fritz

### Remixes
- Tomcraft - Brainwash (DATA UK) (2003)
- JX - Restless (TIDY TWO UK) (2003)
- Gipsy - Gipsy (CASA ROSSO) (2004)
- Twinpack - Can You Feel Me (DUPLEX) (2005)
- Young Punx - Young & Beautiful (MofoHifi) (2005)
- Moby - Beautiful (Mute UK) (2005)
- Junior Jack - Make Luv (EMI) (2005)